# Johann von Exter
Johann von Exter (* unbekannt; † 8. Februar 1599 in Detmold) war von 1563 bis 1599 der zweite Generalsuperintendent der Lippischen Landeskirche und der letzte lutherische Generalsuperintendent.

## Leben und Werk
Johann von Exter war der Sohn des früheren Detmolder Pfarrers Simon von Exter und stammt unehelich vom Haus Lippe ab. Er hatte in Wittenberg studiert. Johann von Exter verfasste die lippische Kirchenordnung von 1571, die am 20. April 1571 in Kraft gesetzt wurde. Sie galt für das Land Lippe und die benachbarte Grafschaft Pyrmont.